# Poolbillard-Jugendeuropameisterschaft 2007
Die Poolbillard-Jugendeuropameisterschaft 2007 war die 27. Austragung der von der European Pocket Billiard Federation veranstalteten Jugend-Kontinentalmeisterschaft im Poolbillard. Sie fand vom 11. bis 18. August 2007 im Sauerland Stern Hotel in Willingen statt.
Ausgespielt wurden die Disziplinen 14/1 endlos, 8-Ball und 9-Ball in den Kategorien Junioren, Schüler und Juniorinnen. Bei den Junioren sowie bei den Schülern wurden zudem Mannschafts-Europameister ermittelt.

## Medaillengewinner
| Disziplin                 | Gold                | Silber                 | Bronze                           |        |
| ------------------------- | ------------------- | ---------------------- | -------------------------------- | ------ |
| Junioren – 14/1 endlos    | Albin Ouschan       | Nico Wehner            | Mariusz Skoneczny Piort Kudlik   | [ 1 ]  |
| Junioren – 8-Ball         | Nico Wehner         | Evgen Novosad          | Danny Wijnans Artem Koshovyi     | [ 2 ]  |
| Junioren – 9-Ball         | Stefan Nölle        | Thomas Ainsworth Smith | Kari Laine Simon Fuger           | [ 3 ]  |
| Junioren-Mannschaft       | Österreich          | Großbritannien         | Ungarn Ukraine                   | [ 4 ]  |
| Schüler – 14/1 endlos     | Manuel Ederer       | Bartosz Rozwadowski    | Jürgen Jenisy Mate Hazay         | [ 5 ]  |
| Schüler – 8-Ball          | Stephen Lammens     | Roman Pruchay          | Manuel Ederer Krystian Piekarski | [ 6 ]  |
| Schüler – 9-Ball          | Roman Pruchay       | Bartosz Rozwadowski    | Bence Varga Ruslan Tschinachow   | [ 7 ]  |
| Schüler-Mannschaft        | Russland            | Österreich             | Polen Niederlande                | [ 8 ]  |
| Juniorinnen – 14/1 endlos | Sabrina Naverschnig | Anja Wagner            | Rachelle Meyer Chantal Manske    | [ 9 ]  |
| Juniorinnen – 8-Ball      | Rachelle Meyer      | Kim Witzel             | Chantal Manske Lisa Stadler      | [ 10 ] |
| Juniorinnen – 9-Ball      | Sabrina Naverschnig | Kim Witzel             | Iana Pavlutskaya Sina Petry      | [ 11 ] |